# Skorodyńce
Skorodyńce – wieś na Ukrainie, w  rejonie czortkowskim obwodu tarnopolskiego, w hromadzie Czortków, położone nad rzeką Seret.
W II Rzeczypospolitej miejscowość w powiecie czortkowskim województwa tarnopolskiego.
W latach 1941–1945 nacjonaliści ukraińscy z OUN-UPA zamordowali tutaj 80 Polaków, 23 Żydów i 1 Ukraińca.